# Hawalli (provins)
Hawalli (arabiska: حَوَلِّي) är en provins (muhafaza) i Kuwait. Den ligger i den centrala delen av landet, 10 km sydost om huvudstaden Kuwait. Antalet invånare var 714 876 år 2013. Arean är 80 kvadratkilometer.
Provinsens huvudort är Hawalli, som utgör ett distrikt (mintaqa) inom provinsen. Bland övriga distrikt ses Bayan, al-Rumaythiyya, al-Salimiyya och Salwa.